# Alexis Cardinal River 234
Pour les articles homonymes, voir Alexis.
Alexis Cardinal River 234 est une réserve indienne de la Nation sioux nakota d'Alexis située en Alberta au Canada.

## Géographie
Alexis Cardinal River 234 est située à 73 km au sud-est de Hinton en Alberta. Elle couvre une superficie de 4 661 hectares.